# Ібраїм Ауду
Ібраїм Ауду (фр. Ibrahim Aoudou, нар. 23 серпня 1955, Мбалмайо) — камерунський футболіст, що грав на позиції захисника. У 2006 році він був обраний КАФ одним із найкращих 200 африканських футболістів за останні 50 років.
Виступав, зокрема, за клуби «Канон Яунде» та «Канн», а також національну збірну Камеруну.

## Клубна кар'єра
У дорослому футболі дебютував 1976 року виступами за команду «Канон Яунде», в якій провів п'ять сезонів, по три рази ставши чемпіоном країни та володарем національного Кубка, а також одного разу володарем африканського Кубка кубків і двічі — переможцем африканського Кубка чемпіонів.
Своєю грою за цю команду привернув увагу представників тренерського штабу французького клубу «Канн», до складу якого приєднався 1981 року. Відіграв за команду з Канн наступні три сезони своєї ігрової кар'єри. Більшість часу, проведеного у складі «Канна», був основним гравцем захисту команди, провівши 69 матчів у другому дивізіоні, після чого у сезоні 1985/86 років там же захищав кольори клубу «Безансон».
Завершив ігрову кар'єру у аматорській французькій команді «Корте», за яку виступав протягом 1986—1987 років.

## Виступи за збірні
18 березня 1979 року дебютував в офіційних матчах у складі національної збірної Камеруну в грі відбору на Кубок африканських націй проти Гвінеї (0:3).
У складі збірної був учасником чемпіонату світу 1982 року в Іспанії, де зіграв у всіх трьох матчах, але команда не вийшла з групи.
Згодом М'Біда брав участь зі збірною у трьох поспіль Кубках африканських націй — 1982, 1984 і 1986 років, і на другому з них, у Кот-д'Івуарі, здобув титул континентального чемпіона, а на наступному, в Єгипті, разом з командою здобув «срібло».
Також він був членом збірної на Олімпійських іграх 1984 року в Лос-Анджелесі, зігравши у всіх трьох матчах, але камерунці не вийшли з групи.
Загалом протягом кар'єри у національній команді, яка тривала 8 років, провів у її формі 48 матчів, забивши 4 голи.

## Титули і досягнення
- Чемпіон Камеруну (3): 1977, 1979, 1980
- Володар Кубка Камеруну (3): 1976, 1977, 1978
- Володар африканського Кубка чемпіонів (2): 1978, 1980
- Володар Кубка володарів кубків КАФ: 1979
- Володар Кубка африканських націй: 1984
- Срібний призер Кубка африканських націй: 1986